# جيمس إدوارد دويل
جيمس إدوارد دويل (بالإنجليزية: James Edward Doyle (judge))‏ (و. 1915 – 1987 م) هو ضابط، ومحامي، وقاضي من الولايات المتحدة الأمريكية.
وهو عضو في الحزب الديمقراطي الأمريكي.

## التعليم
تعلم في جامعة ويسكونسن-ماديسون.